# Dominik Grudziński
Dominik Grudziński (ur. 4 lutego 1998) – polski koszykarz, występujący na pozycjach silnego skrzydłowego lub środkowego, wychowanek PGE Spójni Stargard, od 2024 zawodnik Legii Warszawa.
W roku 2015 rozpoczął treningi z pierwszym zespołem Spójni Stargard, gdzie pierwszym trenerem był Krzysztof Koziorowicz, a drugim Wiktor Grudziński. Był w składzie Spójni w sezonie 2017/2018, ale nie świętował powrotu do ekstraklasy w 2018. Agent koszykarski Tarek Khrais spowodował, że przeszedł do ówczesnego mistrza Polski Stelmetu Zielona Góra, by grać przede wszystkim w drugim zespole Stelmetu. Dominik Grudziński w sezonie 2017–2018 rozegrał 23 mecze w drużynie Muszkieterowie Nowa Sól (IILM). W sezonie 2018–2019 grał w Arged BM Slam Stal Ostrów Wielkopolski (EBL) oraz w KS Kosz Pleszew (IILM). 
21 sierpnia 2019 trafił do Energa Kotwicy Kołobrzeg. 22 czerwca 2020 powrócił do klubu PGE Spójni Stargard, gdzie trenerem był wówczas Jacek Winnicki. W tym okresie grał tylko w okresie przygotowawczym, rzucał po 6 punktów na mecz w sparingach. Ostatecznie w pierwszym zespole nie zagrał, po czym wyjechał na kilka miesięcy do Londynu, a po powrocie grał w drugoligowym Ogniwie Szczecin. Następnie po odejściu z klubu trenera Winnickiego powrócił do Spójni Stargard. 
W sezonie 2021/2022 zagrał 149 minut w 17 meczach. W sezonie 2022/2023 spędził na boisku 300 minut w 29 spotkaniach. W czterech meczach trener Sebastian Machowski wystawił go w pierwszej piątce. W sezonie 2023/2024 na dzień 4 czerwca 2024 rozegrał w stargardzkim klubie 34 gier, będąc w pierwszej piątce trzy razy, zdobył 135 punktów.  
12 czerwca 2024 dołączył do Legii Warszawa. 
Jego ojciec Wiktor był także koszykarzem, powrócił do gry 27 listopada 2022 w PGE Spójni II Stargard. 

## Osiągnięcia
Stan na 16 czerwca 2024.

### Drużynowe
Seniorskie
- Mistrz Polski (2025)[7]
- zdobywca Pucharu Polski (2018/2019)
- zdobywca I miejsca Lotto 3×3 Ligi w Sosnowcu (24.02.2024)

Młodzieżowe
- Uczestnik mistrzostw Polski:
  - U–20 (2017, 2018)
  - U–18 (2016)

### Indywidualne
- Uczestnik konkursu wsadów EBL (2023)[8]